# یوتووانیوکی
یوتووانْیُوکی رودخانه‌ای در فنلاند است که از دریاچه پاتاری در ایناری در لاپلند فنلاند به دریاچه ایناری ریخته که به نوبه خود به رودخانه پاتسیوکی به سمت روسیه رفته و به دریای بارنتز می‌ریزد.